# Danny Whitten
Danny Ray Whitten (8 de maio de 1943 — 18 de novembro de 1972) foi um músico e compositor norte-americano mais conhecido por seu trabalho com Neil Young e Crazy Horse.